# 伯耆国分寺跡

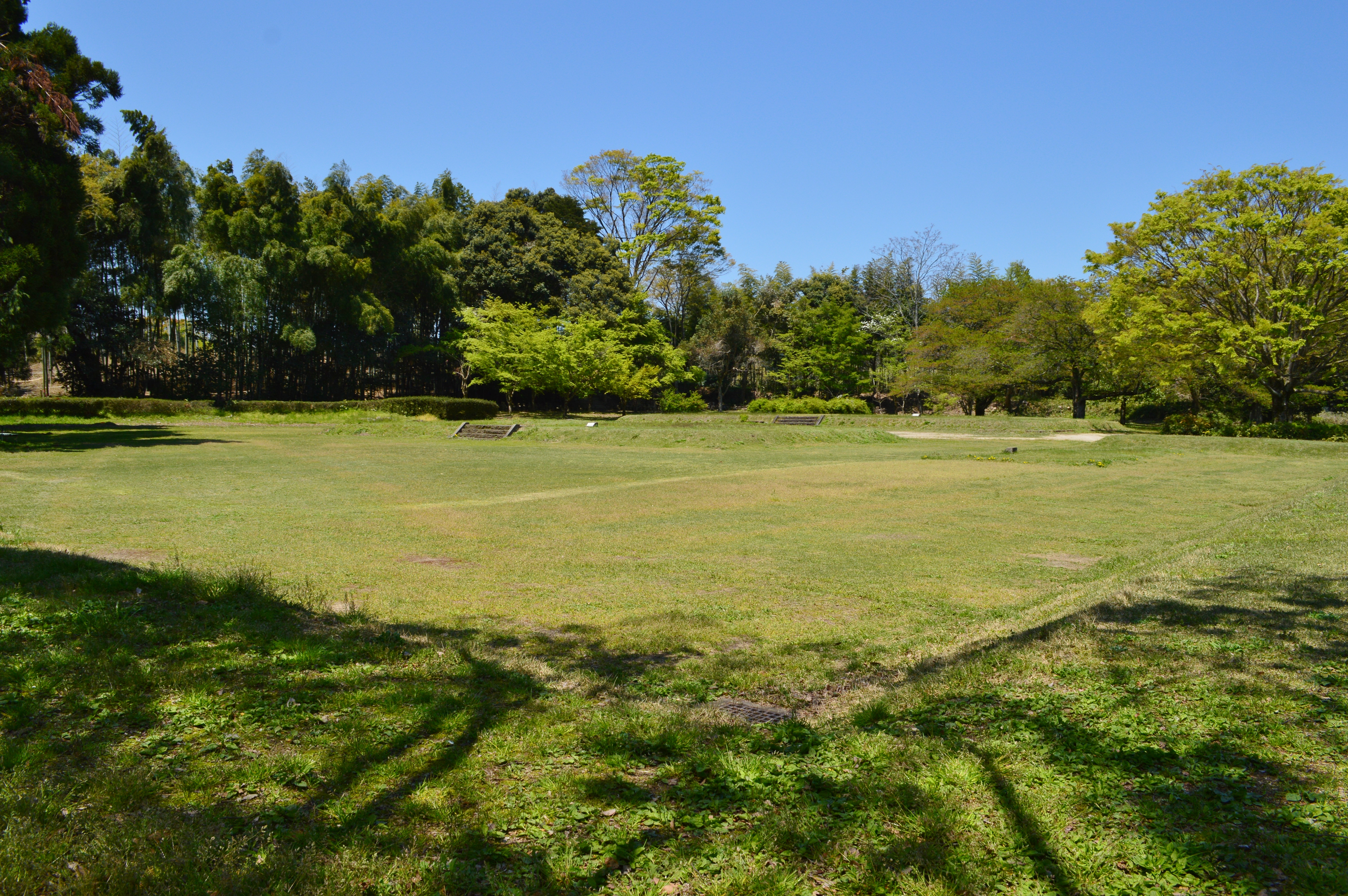
回廊跡南東隅から望む金堂跡・講堂跡

伯耆国分寺跡（ほうきこくぶんじあと）は、鳥取県倉吉市国分寺にあった伯耆国の国分寺跡。国の史跡に指定されている。

## 概要
国分川左岸の丘陵上にあり、伯耆国庁跡の東側にある。また、東北側には国分尼寺跡と推定されている法華寺畑遺跡がある。
1970年（昭和45年）以来の発掘調査の結果、寺域は東西182m・南北160mの規模で寺域の周囲に溝を巡らせ、溝の内側の南側に築地塀、残り三方には土塁が築かれていることが確認された。
寺域の西寄りの区域に金堂・講堂・回廊の跡が検出され、これらの南方に南門跡、寺域の東南隅に塔跡がある。金堂と講堂は南北に近接して位置し、塔は回廊外の南東方に建っていた。
『続左丞抄』には948年（天暦2年）に火災で焼失したと記されており、それを裏付けるかのように塔の付近には火災時に塔が北西方向に倒れたことを示唆する焦土の堆積が残されていた。

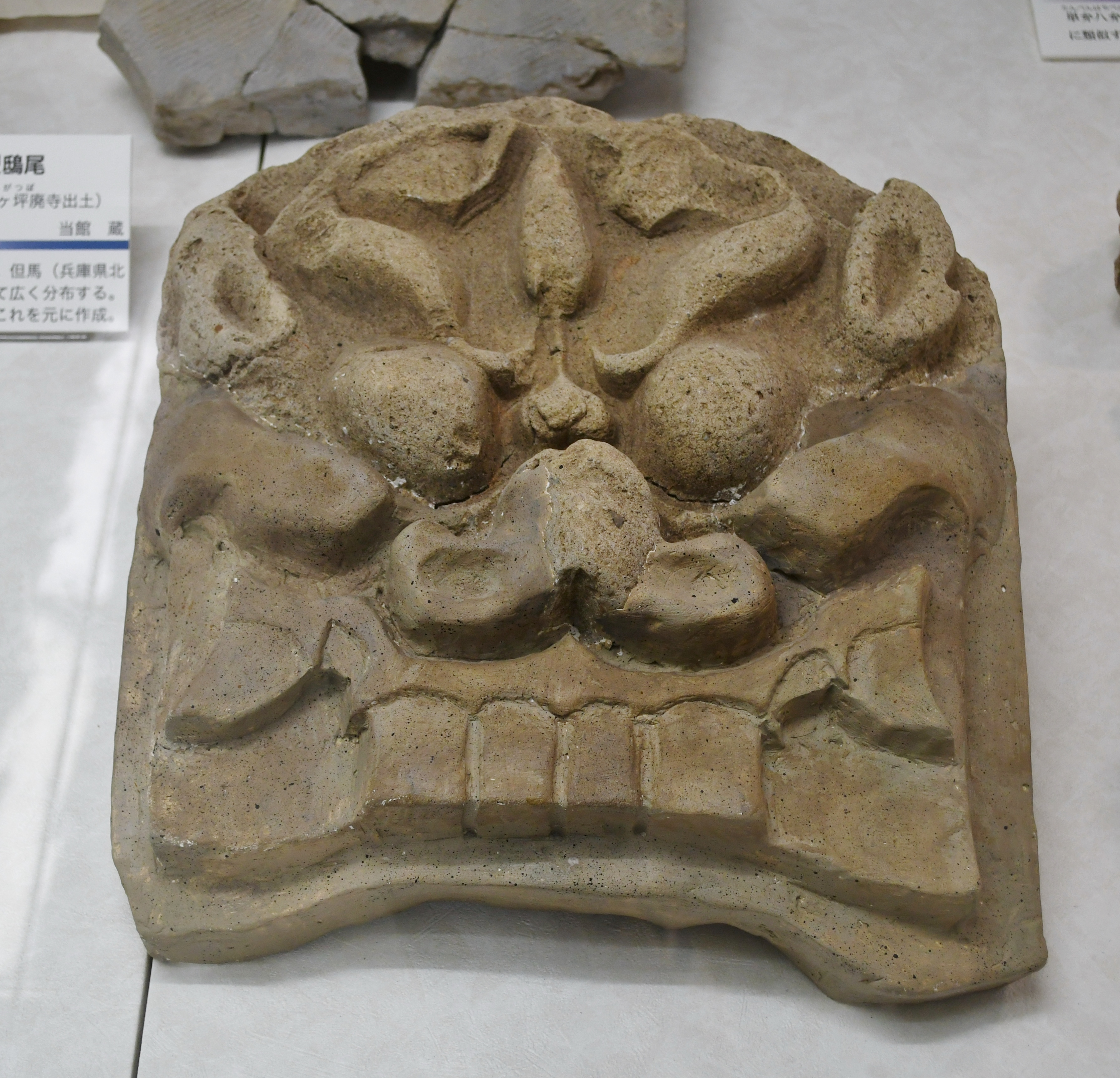
鬼瓦 鳥取県立博物館展示。

- 鬼瓦
鳥取県立博物館展示。